# Queer: Orgullo Familiar
Queer: Orgullo Familiar es un documental venezolano dirigido por María Millán y estrenado en 2023. El filme sigue a Aisak Ovalles, un joven de color queer que asumió la paternidad de tres niños durante la pandemia de COVID-19.

## Premisa
Queer: Orgullo Familiar sigue la historia de Aisak Ovalles, un joven de color queer y drag queen que asumió la paternidad de tres niños en 2020, junto a su hermana, durante la a pandemia de COVID-19.

## Producción
La producción fue realizada en 2021 y se vio afectada negativamente por la pandemia de COVID-19. El documental busca sensibilizar a la sociedad venezolana sobre las familias diversas y sobre la capacidad de la comunidad LGBT de tener una familia. La Ley para la Protección de las Familias, la Maternidad y la Paternidad de Venezuela protege la diversidad y reconoce la pluralidad de las familias, pero para la fecha de la producción del documental el reconocimiento de las familias homoparentales y la adopción de personas LGBT han tenido múltiples obstáculos.
La directora, María Millán, expresó que la película era única en su estilo y que deseaba que fuese un referente para ayudar a garantizar el derecho de la comunidad LGBT en Venezuela para formar una familia.

## Estreno
Queer: Orgullo Familiar se estrenó en octubre de 2023 en la decimoquinta edición del Seattle Latino Film Festival. Para entonces se esperaba poder contar con el presupuesto suficiente para que el documental fuese proyectado en cines venezolanos en diciembre del mismo año.Antes del festival, formó parte de la Muestra de Cine LGBT de Venezuela organizada por la embajada de los Países Bajos.
En 2024 formó parte de la selección oficial del Feminist Border Arts Film Festival (en Nuevo México, novena edición), del Philadelphia Latino Arts & Film Festival (decimotercera edición) y del Queer Film Festival Utrecht. El 1 de octubre de 2024 será proyectada en Teatrex El Bosque, en Caracas, sucedida por un foro con una familia homoparental.